# Кононенко Павло Трохимович
Павло Трохимович Кононенко (11 липня 1900, Івано-Михайлівка — 14 березня 1971, Дніпропетровськ) — український поет та письменник. Військовий армії СССР. Жертва сталінського терору.

## Життєпис
Народився в селі Івано-Михайлівка Новомосковського району. Був одним із тих, хто створював у 30-ті роки спілку письменників Дніпропетровщини, розділив долю репресованих письменників, довгі роки змушений був мовчати, а все ж зумів повернутись до літературного життя, став взірцем для молодих поетів.
Батько Павла Трохимовича працював машиністом у магната Родзянка, Павло 1914 року закінчив Юр'ївське двокласне училище, але змушений був піти у найми. Згодом працював кочегаром на паровику, молотобійцем на заводі у Павлограді.
Понад 20 років Павло Кононенко прослужив в армії, пройшов шлях від командира зводу до начальника штабу батальйону, викладав тактику у військовому училищі. Перший вірш поета побачив світ 1927 року, на початку 30-х вийшли три його поетичні збірки: «Ми йдемо вперед», «В один голос», «Наступ».
1937 року Павло Кононенко вступив до Дніпропетровської спілки письменників і, прагнучи поглибити знання, до Літературного інституту. Але наступного року його заарештували і заслали до Сибіру.
До літературної творчості письменник повернувся вже у 50-х роках після реабілітації. Був, як сам гірко жартував, «поетом без книжок», бо ж після арешту все його творче надбання знищили, але не опустив руки, не зневірився. Включився у журналістську роботу, працював з обдарованою молоддю, писав.
1960 року вийшла невеличка книжечка «Незабутнє», через рік — «Заради щастя», згодом — «Гостра могила», «Гомін у хащі». Поетична збірка Павла Кононенка «Осінні акварелі» побачила світ 1970 року. Через рік 14 березня 1971 його не стало.

### Творчість
Перший вірш Кононенка вийшов у 1927, на початку 1930-х побачили світ три його поетичні збірки: «Ми йдемо вперед», «В один голос», «Наступ».
До літературної творчості Кононенко повернувся вже у 1950-х роках після реабілітації.